# Jean-Baptiste Andréae
Ne doit pas être confondu avec Jean-Baptiste Andrea.
Compléments
MangeCoeur
La Confrérie du crabe
Terre Mécanique
Azimut
Jean-Baptiste Andréae est un dessinateur et coloriste français de bandes dessinées, né le 10 janvier 1964 à Bordeaux. Il vit et travaille dans cette même ville.

## Biographie
Jean-Baptiste Andréae a suivi sa scolarité au lycée Michel Montaigne à Bordeaux en option Arts plastiques puis à la faculté d'Arts plastiques de l'Université de Bordeaux en section arts graphiques. Il exerce d'abord dans la publicité puis il apprend à utiliser les outils informatiques ; néanmoins, « cet illustrateur a pour caractéristique de ne pas du tout utiliser l'ordinateur. Pinceaux et crayons sont ses seuls outils de travail ». Il rencontre Mathieu Gallié et Christophe Coronas. Andéae dessine, dans « un souci minutieux du détail », le scénario de Gallié, ce qui devient la série MangeCoeur (Vents d'Ouest) à partir de 1993. Dans le troisième tome, l'artiste emploie sur quelques pages le procédé de couleur directe. Ce volume reçoit, en 1995, le prix Jeunesse au Festival International d'Angoulême. En janvier 1999, les ventes des trois albums représentent 15 000 exemplaires. En 1997, le tandem collabore de nouveau, cette fois pour Wendigo, paru en 1998 et inspiré de l'œuvre de Jack London. Le dessinateur y pratique de nouveau « l'extrême précision du dessin ». En parallèle, Andréae participe à des ateliers scolaires,,. Entre 2002 et 2009 paraissent les trois volets de Terre mécanique qui, en 2010, font l'objet d'une exposition CCI Pau Béarn. En 2014, ses travaux sont exposés à la maison des Consuls à Saint-Junien. En novembre 2015, dans le cadre du Festival de La Bulle d'Or de Brignais, Andréae reçoit le prix du Crayon d'Or pour Azimut. En février 2016 a lieu l'exposition Case à case à Bordeaux, toujours dans le cadre d'un projet pédagogique.

## Œuvres
- MangeCoeur, scénario de Mathieu Gallié, dessins de Jean-Baptiste Andreae, 1993-1996, Vents d'Ouest
  - Tome 1 : La Chrysalide diaprée
  - Tome 2 : Dans le jeu des miroirs
  - Tome 3 : Le rêve d'Argemme
  - L'intégrale, 2000

- Wendigo (1998-) : scénario de Mathieu Gallié, dessins de Jean-Baptiste Andreae

- La Confrérie du crabe, scénario de Mathieu Gallié, dessins de Jean-Baptiste Andreae, 2007-2010, Delcourt / Terres de Légendes
  - Tome 1
  - Tome 2
  - Tome 3

- Terre Mécanique, scénario de Patrick Fitou, dessins de Jean-Baptiste Andreae, 2002-2009, Casterman
  - Tome 1 : Océanica
  - Tome 2 : Antartica
  - Tome 3 : Urbanica
  - L'intégrale, 2009

- Azimut, scénario de Wilfrid Lupano, dessinateur Jean-Baptiste Andreae, série en cours depuis 2012, Vents d'Ouest
  - Tome 1 : Les Aventuriers du temps perdu, avril 2012,  (ISBN 978-2-7493-0647-6)
  - Tome 2 : Que la belle meure, janvier 2014,  (ISBN 978-2-7493-0720-6)
  - Tome 3 : Les anthropotames du Nihil, janvier 2016,  (ISBN 978-2-7493-0781-7)
  - Tome 4 : Nuées noires, voile blanc, janvier 2018,  (ISBN 978-2-7493-0848-7)
  - Tome 5 :  Derniers frimas de l'hiver, 2019

## Prix
- 1995 : Alph-Art jeunesse au festival d'Angoulême pour Mangecœur, t. 2 (avec Mathieu Gallié)